# تشارلز أ. بيشوب
تشارلز أ. بيشوب هو محامي وقاضي وسياسي أمريكي، ولد في 1854، وتوفي في 1908. انتخب عضو مجلس نواب ولاية آيوا ‏.